# Dunstan von Anka
Dunstan von Anka (orig. Douglas McDuck), en något mindre ofta figurerande karaktär i Kalle Ankas universum, kusin till Joakim von Anka, och därmed avlägsen "farbror" till Kalle Anka.

## Karaktärshistoria
Dunstan såg dagens ljus 1981 i en historia skriven av Stefan Printz-Påhlson och med teckningar av Vicar, men förblev sedan oanvänd i 20 år innan Lars Jensen och Christopher Spencer återupplivade honom, återigen tillsammans med Vicar, och senare även Daniel Branca. Dunstan har också varit med i en serie i serietidningen Kalle Anka & C:o nr 8 2016 som heter: Farbror Joakim Långpolisonger. Dunstan är på många sätt Joakims like - precis som sin kusin är han sparsam, hårt arbetande och har stor erfarenhet av vildmarksliv, då framför allt i form av guldgrävning. Till skillnad från Joakim har Dunstans arbete dock inte resulterat i någon större förmögenhet, något som - tillsammans med de bådas något hetsiga temperament - lett till ett ständigt pågående gräl dem emellan.
Då Dunstan är en skapelse av det danska serieskaparstaben Egmont Creative finns han inte med i Don Rosas släktträd över ankfamiljen - ett faktum som gjort att han ofta anses som "ej kanon" av ankister och andra läsare av Kalle Anka-serier. 